# 黃敏利
黃敏利（英語：Wong Man Li，1965年—），敏華控股有限公司（港交所：1999）創辦人之一及董事長、行政總裁及执行董事。在2017年8月23日《福布斯》全球亿万富豪实时排行榜中，黄敏利以26亿美元的身价，位居全球第883位。黄敏利与欧阳艳华于1992年創立敏华沙发(敏華控股前身)。

## 生平
- 1965年生于福建南安[4][5][6]；
- 1979年从福建南安国光中学毕业；
- 1980年15岁只身离开福建，前往香港。他在香港的第一份工作是在一家工厂当工人，日薪不足4美元[1][7]；
- 1980年-1992年12年间，黄敏利一路成为了电子和纺织工厂的经理；
- 1992年改革开放，黄敏利走上创业之路；
- 1992年，他将一套公寓出售，赚取12万美元[4][5][7]，黄敏利用这些钱在对岸的深圳经济特区投资了一家家居工厂，工厂第一年的销售额为300万美元[4][5][7]；
- 当年只有3名员工的敏华，早在2005年便已赴新加坡上市，将募得的逾两亿港元用于其惠州大亚湾的敏华控股家具工业园的一二期施工；
- 2009年，敏华从新加坡证交所退市，2010年转回香港上市[4][5]。

## 社会公职
- 2005年2月21起，一直担任国际家俬业装饰（香港）协会副主席。
- 2008年11月，获选为「香港青年工业家协会」委员。
- 2008年11月第五届统战部广东惠州海外联谊会副会长。
- 2009年1月，惠州市第十届政协委员。
- 2011年1月, 沙田社区基金会会员，并担任董事。
- “筑福香港”慈善基金会主席。
- 香港工商总会会长。

## 投資乐视
2016年11月16日下午，乐视控股旗下乐视汽车确认获得6亿美金投资，先期支付资金为3亿美元，資金來源包括黄敏利在內，乐视控股创始人贾跃亭的一些在长江商学院第六期总裁培训班的多位同学。黄敏利之後表示這是個人投資，和敏华控股無關，但未來看好贾跃亭。

## 社会荣誉
- 2006年，新加坡总理李显龙向黄敏利颁发“杰出贡献奖”；
- 2007年12月，获香港“香港十大杰出青年工业家”；
- 2011年1月，荣获2010年度“亚洲知识管理学院院士暨林肯大学荣誉管理博士学位”；
- 2014年1月《福布斯》亚洲封面人物[9][10]；
- 2015年荣膺香港“铜紫荆星章”[11]。

## 政治觀點
黄敏利是香港親中派成員。
黄敏利认为，香港是最自由的经济城市，但近来政治争拗越演越烈，难免对政府施政及经济发展带来冲击，对营商环境产生负面影响。作为工商界一分子，我们对此不无隐忧。他认为，“民主是少数服从多数及维护社会整体利益，讲求包容协商，并不是靠声大夹恶、强辞夺理”。他指，香港沉默的大多数都支持政府，都希望社会和谐、经济繁荣。香港所以成为福地，是因为有完善的法治，良好的营商环境，以及祖国的强大后盾。他担心，如果让少数人搞乱香港，受累的是包括工商界在内的全港市民。
此外，黄敏利认为，要保持香港继续繁荣稳定，必须遵守《基本法》，遵照循序渐进、均衡参与的原则。《基本法》第45条列明行政长官候选人须由一个具广泛代表性的提名委员会经民主程序产生。如果蓄意违背《基本法》，搞所谓“全民提名”，甚至以“占领中环”向特区政府和中央政府施压，恐怕只会适得其反，拖慢香港民主政制发展的步伐。

## 回应浑水沽空敏华控股
2017年6月7日，知名沽空机构浑水(Muddy Waters)创始人Carson Block在Sohn香港投资论坛上宣布做空敏华控股。《华尔街日报》称，浑水创始人做空敏华控股，致使“香港股市瞬间凌乱”。
面对浑水的沽空之势，黄敏利称浑水的指控完全不合理，并明言“公司净现金、冇造假、从来冇惊过”。至于沽空机构指敏华借澳门分公司避税，黄敏利则反驳，澳门分公司的业务一直在业绩上披露，每年营运开支达4至5亿元，相关税务处理，亦完全合乎澳门对离岸公司的税务规定。黄敏利指出，就沽空机构现阶段指控，公司即时将相关资料向香港证监会投诉，并期望证监会为照顾香港的投资者利益及国际金融中心地位，会作出持续跟进。黄敏利又明言，若沽空机构日后发出详细报告或资料，存在进一步误导资料，敏华管理层不排除会作出进一步法律追究。